# Маслова Гора
Маслова Гора  — деревня в Зубцовском районе Тверской области. Входит в состав Зубцовского сельского поселения.

## География
Находится в южной части Тверской области у западной окраины районного центра города Зубцов на левом берегу Волги.

## История
Деревня была отмечена еще на карте 1825 года. В 1859 году здесь (деревня Зубцовского уезда Тверской губернии) было учтено 24 двора, в 1941 — 41.

## Население
Численность населения: 165 человек (1859 год), 27 (русские 93 %) в 2002 году, 37 в 2010.